# Jerry e Marge giocano alla lotteria
Jerry e Marge giocano alla lotteria è un film televisivo del 2022 diretto da David Frankel, distribuito dalla piattaforma Paramount+. Il film racconta, romanzandola la storia di Jerry e Marge Selbee.

## Trama
Dopo essere andato in pensione, Jerry Selbee non sa trovare un passatempo che lo rassereni. La moglie cerca di stimolarlo a tenersi occupato e trovarsi un hobby, senza risultati.
Tutto cambia quando l'uomo scopre una falla nella gestione della lotteria di stato. Jerry capisce che se punta una somma alta potrà vincere il doppio della quota versata. Dopo una serie di vincite, lui e la moglie aprono un'organizzazione insieme agli abitanti del paese per vincere somme sempre più consistenti.